# Belgiens nationalbank

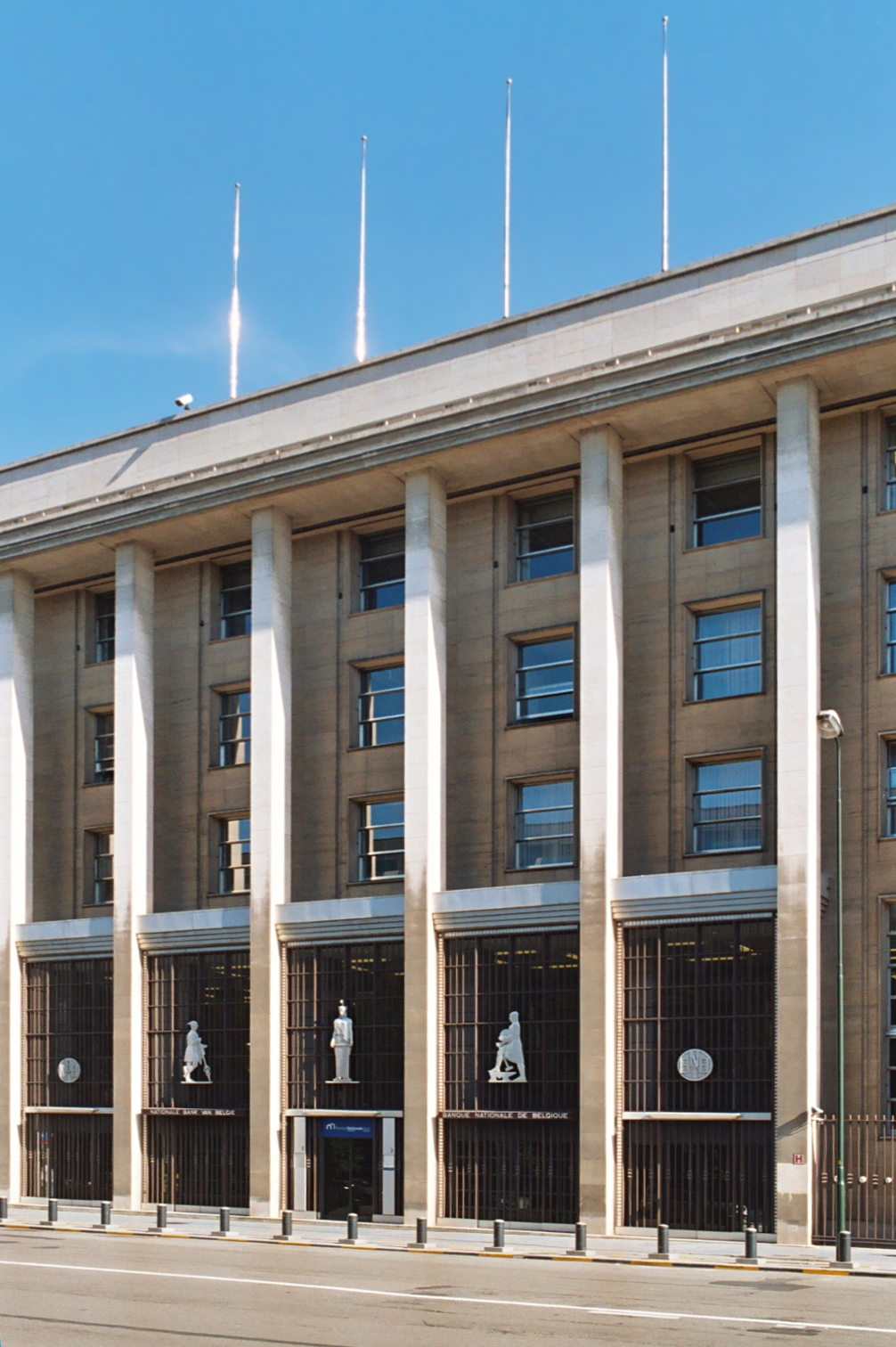

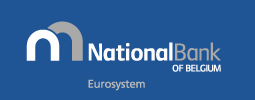
Bankens logotyp

Belgiens nationalbank (franska: Banque nationale de Belgique, nederländska: Nationale Bank van België och tyska: Belgische Nationalbank) är Belgiens centralbank. Den grundades den 5 maj 1850 och har sitt säte i Bryssel. Sedan den 1 januari 1999 utgör den en del av Eurosystemet. Centralbankschef är Pierre Wunsch.